# Charlotte Duplessis-Mornay
Charlotte Duplessis-Mornay (de soltera Arbaleste de la Borde; 1 de febrero de 1550-15 de mayo de 1606) fue una escritora francesa de la Reforma, conocida por su relato en primera persona de la Matanza de San Bartolomé (1572) y por ser la autora de las Memorias de Messire Philippes de Mornay, sobre su marido, Philippe de Mornay.

## Familia
Nacida como Charlotte Arbaleste, en París, Francia, el 1 de febrero de 1550, tuvo tres hermanos y una hermana. Su padre fue Guy Arbaleste II, vizconde de Melun, señor de la Borde en 1552. En 1555 se convirtió en presidente de la Cámara de Cuentas de París. Se unió a la religión protestante en 1569 y murió al año siguiente. La madre de Charlotte fue una católica devota hasta el día de su muerte en 1590.

## Vida
Nació en una familia francesa acomodada muchos años antes de la guerra civil entre católicos y protestantes franceses. Durante las guerras de religión de Francia, su padre dejó la Iglesia Católica por la Iglesia Protestante, mientras que su madre siguió siendo una católica devota. Sus hermanos estaban divididos entre católicos y protestantes, pero la propia Charlotte dejó la Iglesia católica y siguió siendo una devota protestante. A la edad de 17 años, Charlotte se casó con su primer marido, Jean de Pas, el señor de Feuqueres. Jean de Pas también era un protestante convertido, pero había servido en la corte de los reyes católicos Valois en el pasado. Una vez casados, Charlotte fue enviada por su esposo a Sedan, donde nació su hija. Jean murió cinco meses después y nunca conoció a su hija.
Charlotte se convirtió en hugonote de adulta y era conocida por escribir un relato en primera persona de la Matanza de San Bartolomé (1572). Después de verse atrapada en la masacre, dejó a su hija bajo la custodia de su madre católica y huyó a Sedan por seguridad. En 1576, después de ganar notoriedad por escribir esos relatos, conoció a Philippe de Mornay (1549-1623), un escritor que más tarde se convertiría en su segundo marido.

## Matrimonio con Mornay
La viuda Charlotte no deseaba volver a casarse, pero conoció y se sintió atraída por la inteligencia de Philippe de Mornay, señor de Plessis-Marly, un luchador hugonote en las guerras religiosas de la Reforma protestante y un destacado protestante francés. En 1576, a los 26 años, con una hija de ocho años de su primer matrimonio, se casó con Philippe (27 años), quien también era escritor y también había escapado de la masacre de San Bartolomé. Continuó siendo soldado, pero pronto se convirtió en consejero del entonces rey hugonote Enrique de Navarra, que quería el trono francés. Philippe fue un soldado y autor muy respetado y fue llamado el Papa de los hugonotes. Al casarse con Philippe de Mornay, el curso de la vida de Charlotte cambió drásticamente; ahora estaba decidida a viajar con su marido tanto como pudiera. Ella deseaba permitirle a su esposo la libertad de escribir.
Trasladó a su familia a Londres, Flandes, Gascuña y Saumur cuando su marido se mudó. Durante sus viajes, Charlotte y Philippe se hicieron amigos de muchos protestantes prominentes como Francis Walsingham, Mary Sidney y Philip Sidney. Charlotte y Philippe tuvieron ocho hijos juntos; sin embargo, solo tres vivieron más allá de la infancia. Mientras su esposo construía su carrera, ella lo ayudó entreteniendo a las personas que venían a verlo: militares, cortesanos y otros escritores. Dedicó su vida a Philippe; como compañera hugonote, decidió que era su deber asegurarse de que él tuviera tiempo para escribir y convertir a la gente para que se involucrara en la causa hugonote.

## Obra
Charlotte Duplessis-Mornay ganó notoriedad por primera vez como escritora cuando escribió un relato en primera persona de la masacre del día de San Bartolomé. Charlotte era una ávida escritora de cartas, pero era más conocida por las Memorias de Messier de Philippe de Mornay, que escribió para su esposo. Las Memorias de Messier de Philippe de Mornay se publicaron por primera vez en 1824 y ahora se encuentran en la Biblioteca de la Sorbona. Comenzó a escribir las memorias en 1584 y, en 1595, entregó el escrito que hasta ese momento le había escrito a su hijo de 16 años porque deseaba que él continuara con el trabajo y las alianzas de la causa protestante, un porque su madre y su padre comenzaron. Con problemas de salud y visión, continuó escribiendo las memorias durante diez años.
Durante ese tiempo, mantuvo un registro de todos los escritos, declaraciones y actividades políticas de su esposo. Cuando recibió la trágica noticia de la muerte de su hijo Philippe, que murió luchando con el ejército del príncipe Mauricio en Gueldres el 23 de octubre de 1605, Charlotte abandonó sus Memorias, que había estado escribiendo solo para él. Dejó su pluma el 21 de abril de 1606.

## Muerte
Charlotte Duplessis-Mornay murió en 1606, un año después de la muerte de su único hijo, después de un largo período de enfermedad, agotamiento, dolor y casi ceguera. Murió el 15 de mayo de 1606 del mismo año en que dejó de escribir. Poco después de la muerte de su marido, en 1623, se publicó Memorias de Messier Philippe de Mornay. Los relatos de las memorias son sobre su esposo, pero la escritura da una idea de lo gran escritora que fue Charlotte. Su esposo, Philippe, escribió un relato de su muerte, en el que afirmó que ella continuó afirmando su fe protestante hasta el día de su muerte.